# 東京かつしか赤十字母子医療センター
東京かつしか赤十字母子医療センター（とうきょうかつしかせきじゅうじぼしいりょうセンター）は、東京都葛飾区新宿にある医療機関。日本赤十字社東京都支部が運営する病院（産院）である。新生児集中治療室 (NICU)・新生児回復治療室 (GCU)を約40床程度を備える。
1948年に開設された新宿赤十字産院（1989年に新宿赤十字病院に改称、1996年3月31日に廃止し武蔵野赤十字病院と統合）に次ぎ東京都支部2番目の産院として、1953年2月10日に開設された。2021年6月1日「東京かつしか赤十字母子医療センター」へと名称変更し葛飾区立石より同区新宿に移転した。

## 沿革
葛飾赤十字産院は、1953年2月10日に葛飾区本田梅田町262番地（現在の葛飾区立石四丁目5番7号）に既存の木造建物を改造して設立された。院長には日本赤十字社産院医長の新田武雄が就任、1983年まで務めた。医療機器は軍病院から日本赤十字社に移管されたものを主に用いていた。1958年3月に葛飾区本田中原町432番地（現在の葛飾区立石五丁目11番12号）に鉄筋3階建ての新病院を建設。これは円筒型の病棟を2つ建てた「めがね型産院」としてユニークな形状をしていた。
1983年に病院は全面改築され、新生児特定集中治療室の拡充などが図られた。1997年に地域周産期母子医療センターの指定を受け、葛飾区及び足立区を中心とした母子医療・小児医療の拠点となっている。
2021年に、区内の新宿三丁目7番1・2号にある区の新宿図書センターと道路補修課の場所に新築移転し、「東京かつしか赤十字母子医療センター」に名称変更した。

## 診療科
- 小児科
- 産科
- 婦人科

診療協働部門
- 看護部
- 栄養課

## 医療機関の指定等
- 保険医療機関
- 生活保護法指定医療機関
- 母体保護法指定医の配置されている医療機関
- 地域周産期母子医療センター
- 災害対策基本法指定機関

## 費用負担
- 葛飾赤十字産院で出産を希望する場合、妊娠30週までに前払金15万円を支払う必要がある。初産の場合、出産にかかる概算費用は約66万円[5]。
- 出産育児一時金の直接払い制度が利用可能。
- 入院費用はデビットカード・クレジットカードでの支払が可能。

## 近隣の施設
- 葛飾区立図書館にいじゅく地区図書館（当センターの1階に所在）
- 亀有警察署
- 葛飾区立新宿中学校

## 交通アクセス
- 最寄駅は、JR金町・京成金町駅（徒歩18分）
- 都営バス【草39】 JR常磐線金町駅南口２番乗り場から　 「浅草寿町行き」「上野松坂屋行き」にて亀有警察署前下車（徒歩1分）
- 京成タウンバス【小54】 JR常磐線亀有駅南口３番乗り場から「京成小岩駅行き」にて亀有警察署前下車（徒歩1分）
- 京成タウンバス【小54】 JR総武線小岩駅北側「小岩駅北口」停留所から、京成本線京成高砂駅南側「高砂駅」停留所から、京成本線京成小岩駅東側「京成小岩駅」停留所から、「亀有駅行き」にて亀有警察署前下車（徒歩1分）